# Verkiezingen voor het Europees Parlement 1984/Kandidatenlijst/VVD
Hieronder volgt de kandidatenlijst voor de Europese Parlementsverkiezingen 1984 van VVD-Europese Liberaal-Democraten.

## De lijst
1. Hans Nord
2. Hendrik Jan Louwes
3. Jessica Groenendaal-Larive
4. Gijs de Vries
5. Florus Wijsenbeek
6. Jan Mulder
7. J.M.A. Hosman
8. B.M. Jellema
9. A.W. Kroner
10. W.A.H. Steyling
11. Jan Hendrik Klein Molekamp
12. P. Alberti
13. J.P. Anemaet
14. Pieter Roscam Abbing
15. J. de Boer
16. Justin Hemmes
17. J.W. Letterie
18. J.C. Cleyndert
19. Bert Wijers
20. H.J. Willemsen
21. Ted Jansen
22. Th. Brans
23. J. Franssen
24. D.H. Kok
25. H.J. Sengers geb. Van Gijn
26. Nicoline van den Broek-Laman Trip
27. Cobi de Blécourt-Maas
28. Jan Muntinga
29. Y.P.W. van der Werff
30. M.H.C. Lodewijks
31. J.G. Termeer geb. Van Valburg
32. H.H. Jacobse
33. A.C.A. Dake
34. F.G.J. Steenmeijer
35. P.T. Siertsema geb. Smid
36. A.J. Evenhuis
37. S.J.R. de Monchy
38. D. Luteijn
39. Jan Kamminga
40. Ed Nijpels